# Зерноград (аэродром)
Зерноград — действующий военный аэродром в Ростовской области, расположенный в 6 км восточнее одноимённого города.

## История
С июля 1941 года согласно постановлению Государственного Комитета Обороны СССР в Зерноград перебазировалась Черниговская школа пилотов. В соответствии с приказом Командующего СКВО от 17 июля 1941 года было произведено слияние Фастовской авиационной школы пилотов 2-х эскадрильного состава, работающей на самолётах И-16. Школа стала семиэскадрильного состава и получила новое наименование «Зерноградская военная авиационная школа пилотов». В командование Зерноградской ВАШП вступил начальник Фастовской авиашколы комбриг Медянский Михаил Сергеевич. Одним из обучающихся летчиков был будущий Герой Советского Союза Алексей Петрович Маресьев. Наименование «Зерноградская» сохранилось до 19 ноября 1941 года, до вступления в действие приказа ННО СССР от 21 октября 1941 года «Об отмене наименований военно-учебных заведений ВВС Красной Армии, присвоенных по пунктам их передислоцирования».
В ноябре 1941 года на аэродроме начал формироваться 651-й истребительный авиационный полк ПВО по штату 015/174 на самолётах И-15бис. Летный состав укомплектовывался за счет Зерноградской ВАШП, технический состав прибыл из Одесской ВАШП. После формирования полк перебазировался под Сталинград.
В 1946—1959 годах на аэродроме «Зерноград» велось обучение курсантов Батайского военно авиационного училища летчиков им. Серова на самолётах Ла-7, Ла-9, Як-12, Як-18, а с 1952 года — на реактивных истребителях МиГ-15бис.
В 1962 году на аэродроме был сформирован 95-й учебный вертолетный полк на базе перемещенной туда эскадрильи 626 УВП (г. Пугачев). Полк принадлежал Краснодарскому ВВАУЛ, который был оснащен вертолетами Ми-4 (командир полка полковник Е. П. Игнатов). В полку проходили обучение летчики из Вьетнама, Лаоса, Камбоджи, Кубы. Полк существовал на базе аэродрома в Зернограде до 20 августа 1971 года, затем, в составе 2-х эскадрилий Ми-4, был передислоцирован в город Сердобск.
На аэродроме с октября 1971 года базировался 106-й учебный авиационный полк Ейского высшего военного авиационного училища. Для полетов использовались учебные самолёты Л-29, а с 1986 года Л-39. В 1993 году полк расформирован.
В июне 1993 года на аэродром перебазирован из Западной группы войск 31-й гвардейский истребительный авиационный Никопольский Краснознамённый, ордена Суворова полк имени Героя Советского Союза Н. Е. Глазова на самолётах МиГ-29. В 2009 году полк расформирован на аэродроме
В последнее время аэродром периодически использовался частями Южного военного округа. С 1 декабря 2015 года на аэродроме базируется передислоцированная из города Ростова-на-Дону 16-я гвардейская бригада армейской авиации на вертолётах Ми-8АМТШ, Ми-28Н.

## Происшествия
- В середине августа 1970 г. катастрофа самолёта Л-29 Ейского ВВАУЛ на аэродроме Зерноград Экипаж в составе курсанта первого курса Иванова и лётчика-инструктора капитана Шаповал В. Курсант выполнял зачётный полёт перед самостоятельным вылетом на сложный пилотаж. При выполнении второй половины петли Нестерова в положении близком к вертикальному, произошёл отказ управления. Лётчик-инструктор начал вывод в ГП, используя триммер руля высоты. Курсанту была дана команда на катапультирование, которую тот выполнил незамедлительно. Вывести из снижения не удалось, самолёт столкнулся с землёй в 300 м от с. Хлеборобное, лётчик-инструктор погиб. Причина — конструктивно-производственная недоработка, выразившаяся в том, что в процессе эксплуатации ослабла отбортовка электрожгута, проходящего через закабинный отсек и касавшегося тяги руля высоты, что спровоцировало короткое замыкание и возгорание конденсата керосина. Датчики пожарной сигнализации в том месте отсутствовали. Экипаж продолжал выполнять задание на горящем самолёте до тех пор, пока не перегорела тяга руля высоты. Лётчик-инструктор попыток катапультирования не предпринимал. В комиссии по расследованию ЛП высказывалось предположение, что он уводил самолёт от населённого пункта до самого столкновения с землёй. После этого ЛП патрубок системы суфлирования ТБ вывели наружу и доработали систему крепления электропроводки. Именем лётчика-инструктора к-на Шаповал В. названа школа в с. Хлеборобное Зерноградского района Ростовской области.